# Adam Czerniaków
Adam Abram Czerniaków (Warschau, 30 november 1880 – aldaar, 23 juli 1942) was een Pools ingenieur en politicus. Hij was tijdens de Tweede Wereldoorlog voorzitter van de Joodse Raad van Warschau. Hij beëindigde in juli 1942 zijn leven omdat hij niet mee wilde werken bij de deportatie van de Joodse bevolking van Warschau naar vernietigingskamp Treblinka

## Levensloop

### Vroege jaren
Czerniaków studeerde  bouwkunde in Warschau en Dresden. Hij gaf vervolgens les op verschillende handelsscholen in Warschau. Daarnaast werkte hij voor de Centrale Vereniging van Joodse Ambachtslieden en schreef een aantal professionele handleidingen.

### Politiek actief
In zijn studententijd werd Czerniaków politiek actief. Hij steunde het streven naar Poolse onafhankelijkheid. Hij werd daarom in 1909 door de Russische autoriteiten gevangengezet. Na de Poolse onafhankelijkheid in 1918 kreeg hij een hoge positie bij het nieuw opgerichte ministerie van Transport. Van 1925 tot 1928 was hij manager bij een bankcoöperatie. Van 1922 tot 1928 leidde hij tevens het wederopbouwtraject voor het herstel van tal van Poolse steden die tijdens de Pools-Russische Oorlog waren verwoest. Czerniaków werd in 1927 gekozen in de gemeenteraad van Warschau, waarin hij tot 1934 zitting had. Vanaf 1931 was hij lid van de Poolse Senaat, waar hij tot de Duitse inval in september 1939 deel van uitmaakte.

### Voorzitter van de Joodse Raad van Warschau
Door de nieuwe Duitse bevelhebbers werd Czerniaków benoemd tot hoofd van de 24-koppige Joodse Raad van Warschau. Czerniaków werkte in eerste instantie samen met de Duitsers in de hoop zoveel mogelijk levens te redden. De Joodse Raad slaagde er in eerste instantie in de vorming van een Joods getto met een jaar te vertragen, voornamelijk door het leger er op te wijzen hoe waardevol Joden als werkkracht waren.
De Duitse autoriteiten wilden in juli 1942 beginnen met de massale deportatie van de bevolking van het Getto van Warschau naar vernietigingskamp Treblinka, eufemistisch gecommuniceerd als hervestiging in het oosten. De Joodse Raad kreeg de opdracht elke dag zesduizend mensen aanleveren. Als dat niet gebeurde zouden er honderd gijzelaars worden doodgeschoten, waaronder Czerniakóws echtgenote. Leden van de Joodse Raad, fabrieksarbeiders en ziekenhuispersoneel waren in eerste instantie uitgezonderd van deportatie. Czerniaków wist bij de Duitsers gedaan te krijgen dat ook de echtgenoten van vrouwen die in de fabriek werkten, schoonmakers en een handvol andere individuen voorlopig uitgezonderd waren van deportatie. Dat lukte hem echter niet voor bijvoorbeeld kinderen in weeshuizen.
Czerniaków realiseerde zich dat deportatie gelijk stond aan de dood. Bij terugkeer in het pand van de Joodse Raad nam hij een cyanidepil in en overleed. Hij liet een briefje voor zijn vrouw achter met als tekst: "Ze eisen van me de kinderen van mijn volk te doden met mijn eigen handen. Ik heb geen keuze dan te sterven". In een ander briefje aan zijn collega's van de Joodse Raad schreef Czerniaków: "Ik kan dit niet langer dragen. Mijn daad zal iedereen tonen wat het juiste is om te doen". Czerniaków werd opgevolgd als voorzitter van de Joodse Raad door Marek Lichtenbaum.

## Dagboek

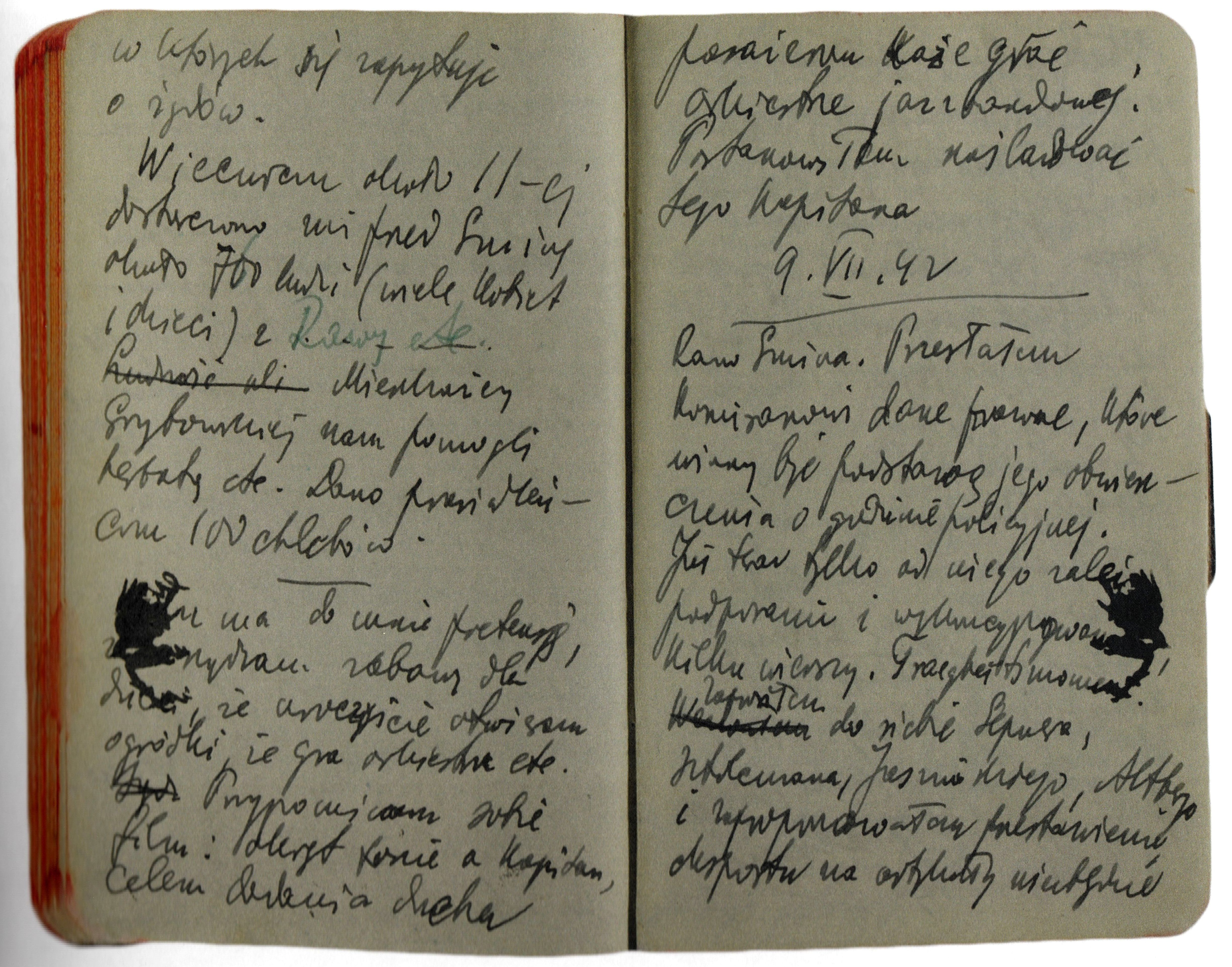
Het dagboek van Czerniaków.

Czerniaków hield vanaf 6 september 1939 tot aan de dag van zijn dood een dagboek bij. Dit werd bewaard door zijn vrouw Niunia, die de oorlog overleefde. Het dagboek werd in 1989 uitgegeven. 

## Persoonlijk
Czerniaków was getrouwd met Niunia Felicja. Zij hadden samen een zoon. Jas Czerniaków vluchtte na de Duitse inval naar de Sovjet-Unie. Hij werd overgebracht naar Kirgizië, waar hij op 18 juli 1942 overleed, vijf dagen eerder dan zijn vader. Czerniaków ligt begraven op de Joodse begraafplaats van Warschau.